# Чиликин, Иван Петрович
Иван Петрович Чиликин (15.01.1914, Рязанская область — 27.05.1985, Москва) — старшина и парторг роты 995-го стрелкового полка 263-й стрелковой дивизии 46-й армии 3-го Белорусского фронта. Герой Советского Союза.

## Биография
Родился 15 января 1914 года в селе Ястребки ныне Сапожковского района Рязанской области.
С октября 1941 года участник войны. Начинал на северо-западе Москвы в ноябре 1941 года. 5 декабря 1941 года Чиликин на подступах к Волоколамску подполз к вражеской огневой точке и забросал её гранатами, заколол 6 противников. Летом 1944 года участвовал в боях под Витебском, в Белоруссии, Литве, в Восточной Пруссии.
Указом Президиума Верховного Совета СССР от 19 апреля 1945 года за образцовое выполнение боевых заданий командования на фронте борьбы с немецкими захватчиками и проявленные при этом отвагу и геройство старшине Чиликину Ивану Петровичу присвоено звание Героя Советского Союза с вручением ордена Ленина и медали «Золотая Звезда».
Демобилизовался. Жил в Москве. Умер 27 мая 1985 года. Похоронен в Москве на Востряковском кладбище.
Награждён орденами Ленина, Отечественной войны 1-й степени, медалями.

Могила Чиликина на Востряковском кладбище Москвы.